# تبخیر-تعرق

چرخهٔ تعرق و تبخیر

به دلیل این که در حوضه‌های آبریز دو پدیده تبخیر از سطح مرطوب خاک و تعرق از سطح گیاهان را نمی‌توان از همدیگر مجزا ساخت غالباً این دو فرایند توأم با یکدیگر و به نام تبخیر-تعرق یا برترادمش توصیف می‌شوند.
دامنه و تعریف دقیق تبخیر-تعرق تاحدودی بسته به زمینه کاری است، اما در کشاورزی، جنگلداری و سایر رشته‌هایی که با خاک وگیاه در ارتباط‌اند، به مجموع مقادیر آبی که از سطح زمین و گیاه به اتمسفر میرود، تبخیر-تعرق گفته می‌شود.
تقریباً نیمی از آبی که وارد خاک می‌شود دوباره از طریق تبخیر-تعرق به جو زمین باز می‌گردد.